# Venkovská usedlost (Mravín)
Usedlost čp. 25 (též U Mikelků) je venkovská usedlost s obytným domem, chlévy a stodolou v obci Mravín na Chrudimsku.

## Historie
Dům je poprvé zmiňován v josefínském katastru v roce 1788. Již dříve však na pozemku stálo domkářské stavení na půdorysu tvaru L. V roce 1839 je v mapě stabilního katastru dům uveden jako nespalný. Stávající obytné stavení pochází zřejmě z roku 1848. Dostavba usedlosti v roce 1866 změnila původní půdorys areálu, v roce 1869 pak byly doplněny ještě nové chlévy s průjezdem. Stodola byla přistavěna v roce 1906.
Od roku 2020 je celý areál usedlosti kulturní památkou.

## Vlastníci
V roce 1836 byl vlastníkem usedlosti Josef Mikelka. Z domu pocházel i jeden z rodičů Emila Mikelky, prvorepublikového klavíristy.
V roce 1848 postavili na pozemku manželé Matěj a Kateřina Královi novou stavbu.

## Architektura
Dvůr je trojboký. Obytné stavení je štítem orientováno směrem k návsi a kolmo na něj jsou vybudovány chlévy (navazují na přední části obytného domu) a hospodářské křídlo (navazuje na zadní část domu). Stodola v zadní části pozemku pak stojí samostatně.
Dům je opukový, s unikátním systémem zateplení pomocí dřevěných trámků a mechu. Stavení je přízemní, kryté sedlovou (původně polovalbovou) střechou krytou taškami. V interiéru se zachovala černá kuchyně a v předsíni výklenek s topeništěm – snad na pražení kávy. Cenná je také sada původních interiérových dveří.